# 이스파니
이스파니(이탈리아어: Ispani)는 이탈리아 캄파니아주 살레르노도에 위치한 코무네다.

## 같이 보기
- 치렌토
- 치렌토 해안